# Samir Bannout
Samir Bannout (سمير بنوت; Beirut, 7 novembre 1955) è un ex culturista libanese.

## Biografia
Nel 1983 ha vinto il titolo di Mr. Olympia, ereditandolo da Chris Dickerson. Tuttavia manterrà il titolo solo un anno, prima di essere sconfitto nel 1984 da Lee Haney, che invece deterrà la vittoria per otto anni consecutivi. Samir Bannout, noto anche come il Leone del Libano, si era trasferito dal Libano a Detroit alla fine degli anni settanta ed aveva iniziato a gareggiare in alcune competizioni minori di bodybuilding, sino a vincere nel 1979 l'IFBB World Amateur Championships, che gli consente di iniziare a gareggiare fra i professionisti.